# Suối Nà Thin
Suối Nà Thin là phụ lưu của Sông Gâm. Suối Nà Thin chảy qua các tỉnh Hà Giang, Tuyên Quang .
Sông có chiều dài 10 km và diện tích lưu vực là 23 km² .

## Dòng chảy
Sông khởi nguồn từ xã Phiêng Luông huyện Bắc Mê tỉnh Hà Giang.
Sông chảy hướng nam, đổ vào sông Gâm ở bản Nà Thin xã Khuôn Hà huyện Lâm Bình, tỉnh Tuyên Quang .